# Ommata unicoloripes
Ommata unicoloripes là một loài bọ cánh cứng trong họ Cerambycidae.